# Sydöjättemoa

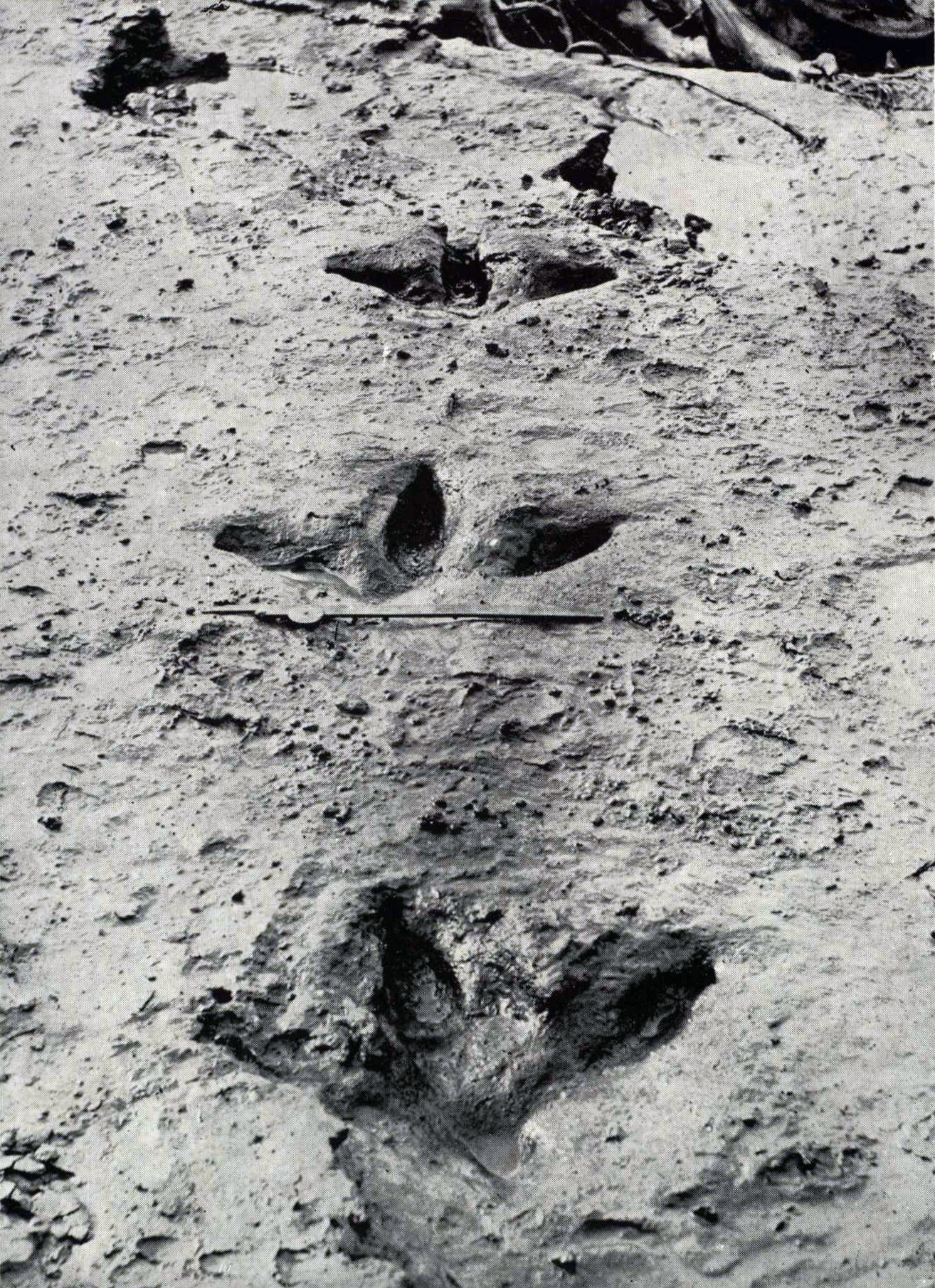
Fotspår från sydöjättemoan.

Sydöjättemoa (Dinornis robustus) var en fågelart i familjen jättemoafåglar inom ordningen Dinornithiformes. Liksom hela ordningen är den utdöd och förekom tidigare på Nya Zeeland. 
Denna art var allra störst av moafåglarna och därmed den mest högväxta av alla kända fågelarter, levande som utdöda. Vuxna honor var två meter höga vid ryggen och kunde nå lövverk hela 3,6 meter upp. Den levde på Sydön i låglänta områden i buskmarker, dynfält, gräsmarker och skogar.

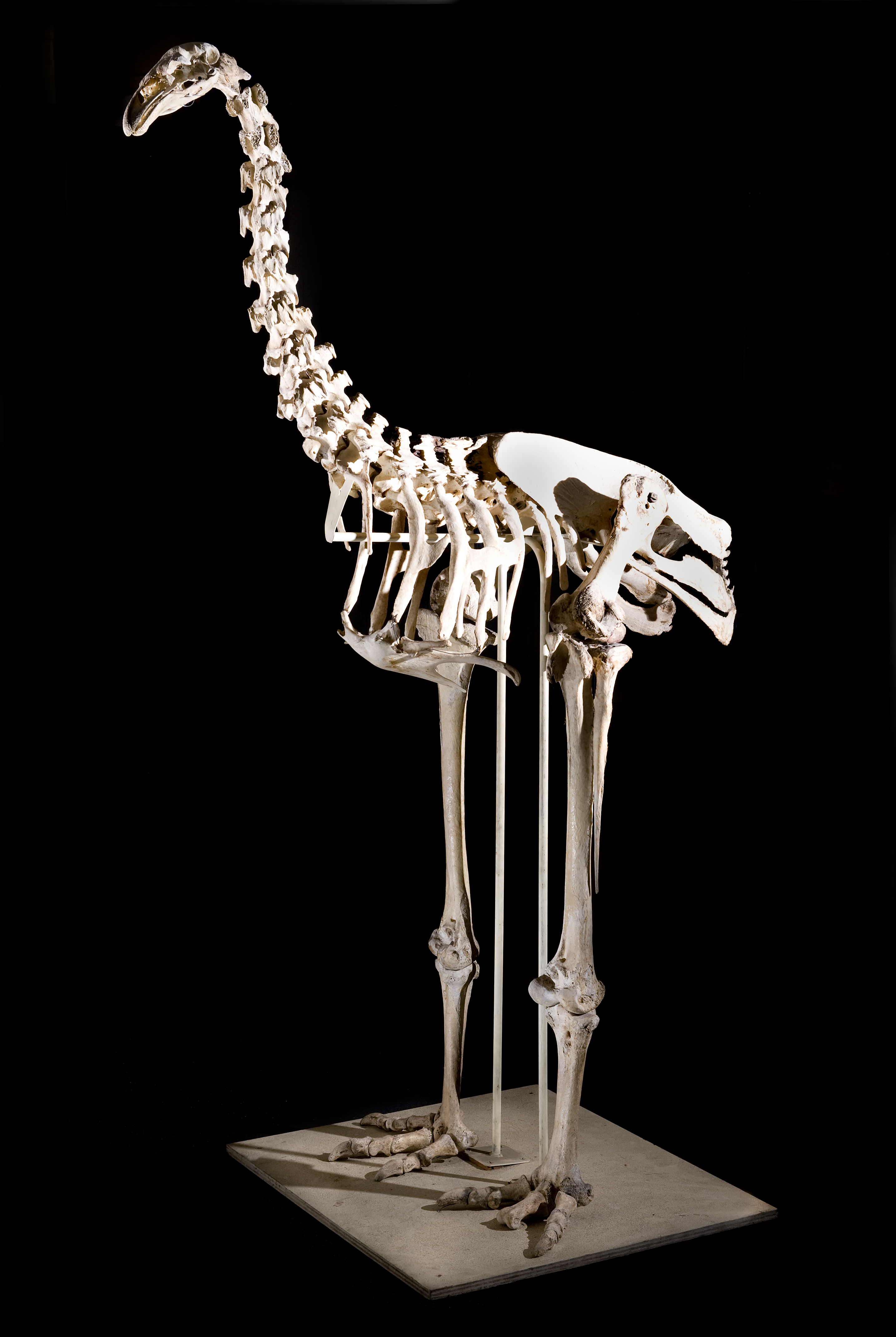